# 이두황
이두황(李斗璜, 1858년 1월 11일 ~ 1916년 3월 9일)은 조선과 대한제국의 무신이자 군인이며 화가, 서예가이고, 을미사변 관련자이며 일제강점기의 관료, 화가, 작가이다. 또한 을미사변 당시 도성 훈련대 제2대대장으로 있었으며, 명성황후 암살의 조선인 고위 협력자 중의 한사람이기도 하다. 본관은 인천(仁川)으로 자는 공칠(公七), 설악(雪嶽)이다.
1883년 말단 무관직에서 시작하여 수문장과 훈련원 초관 등의 무관직을 거쳐 1889년 흥해군수와 1889년 흥해군수, 흥양감목관, 1891년 나주감목관,훈련원 판관 1894년 초토영군, 육군 참령(參領), 장위영 참령관(정3품), 정령관 등에 임령되는 등 능력을 인정 받았다. 1895년 을미 사변에 가담했다가 일본으로 망명, 이듬해 귀국했다가 1897년 1월 다시 망명하여 1904년에 귀국했다. 대한제국 시기에는 중추원 부찬의와 전라북도 관찰사를 거쳐 한일 합방 조약 직후 전라북도 도장관이 되었다.
동학 농민 운동 당시 충청남도 내포, 신창, 해미, 전주, 공주 우금치 등에서 동학 농민군과 교전하여 승리하였다. 청일 전쟁에도 일본군측에 가담하여 종군하였고, 1895년 을미사변 당시 명성황후를 제거하는 계획에 동조, 가담하였다. 서예가이자 화가로서 난초와 수묵화를 그렸다.

## 생애

### 젊은 시절
1858년(철종 9년) 1월 11일에 태어났으며 아버지는 이명흡(李命洽)이고 어머니는 조씨(趙氏)이다. 한성부 서부(西部) 방교동(芳橋洞, 현 서울 서대문구 사직동 근처) 출신으로 평민 집안에서 태어났다. 출생년대는 불확실하여 1858년생 설과 1856년생 설이 있다. 1865년(고종 2년) 2월경부터 가정에서 성리학과 한문을 수학하였다. 그는 자신의 종교를 유교라 하였다.
그의 선대는 인천백 이허겸이며, 고려말 첨의정승을 지낸 예안군(禮安君) 또는 승안군(承安君) 이지저(李之氐)가 그의 직계 선조였다. 그의 선조들 중에는 고려말에는 오천 이문화(烏川 李文和, 시호 공도공(恭度公))가 고려말 우정언, 우헌납, 예문관응교 등을 지내다가 조선 건국에 참여하고, 경상도관찰출척사, 예조판서, 전라도체찰사 등을 지냈다. 그러나 이후 그의 가계는 몰락했고, 증조부 이정추(李廷樞)는 경기도의 유생(儒生)이었으며 친할아버지 이익우(李益祐)가 행부호군을 지냈다.
증조부 이정추(李廷樞)의 증 규장각직각 벼슬과, 할아버지 이익우의 증 규장각부제학, 아버지 이명흡의 증 규장각제학 벼슬은 후에 그가 출세하고 나서 추증된 직책이었다.
1882년(고종 19년) 2월 임오군란 후 무과에 급제, 1883년 3월 친군좌영초관(親軍左營哨官)이 되었다. 1883년 말단 무관직에서 시작하여 수문장이 되었다가 다시 바로 훈련원 초관(訓練院 哨官)이 되어 훈련원에서 근무하였다. 그는 젊어서는 객기가 넘치고 서슴없이 바른말 하기를 즐겼다 한다. 그러나 만년에는 호인이 되어 주변의 비난, 비판, 원한을 사지 않고 무난한 성격이 되었다 한다.

### 군인 생활 초반
1884년(고종 21년) 12월 27일 수문장이 되었다가 1886년 1월 30일 훈련원주부가 되었으나 3일만에 의원면직했다. 1886년 7월 29일 훈련원판관, 12월 28일 훈련원첨정 등을 지냈다.
1887년 다시 훈련원 첨정이 되고, 1889년 9월 1일 흥해군수로 나갔다가 9월 19일 흥양감목관(興陽監牧官)으로 발령되었다. 1891년 3월 28일 나주감목관(羅州監牧官)이 되었다가 1893년부터는 왕명으로 전라남도, 전라북도의 동학당 토포사(東學黨 討捕使)에 임명되어 겸직하였다.
1894년(고종 31년) 중군(中軍)이 되었다. 1894년 3월 10일 초토영군(剿討營軍)에 임명되었다가 6월 8일 사직하고 물러났다. 1894년 7월 3일 정삼품으로 승진, 7월 장위영 참령관(정3품), 장위영 영관(壯衛營領官), 8월 8일 장위영 부령관(壯衛營副領官)에 임령되는 등 능력을 인정 받았다. 동학농민운동 때는 진압 작전에 참가하여 내포, 신창, 해미에서 벌어진 전투에서 동학 농민군을 토벌하는데 성공하여 공을 세우기도 했다.

### 동학 농민전쟁과 청일전쟁

#### 동학 농민군 진압 활동
1894년(고종 31) 동학농민운동이 일어나자 그해 3월 초토영군(剿討營軍)에 임명되어 동학농민군을 토벌하는데 앞장섰다. 그는 동학 농민군 진압군의 지휘관으로 임명되어 장위영영관(壯衛營領官)으로서 동학 농민군 진압에 출정하였다. 이후 초토영중군(剿討營中軍)으로 임명되고, 죽산부사 겸 양호도순무영우선봉(竹山府使兼兩湖都巡撫營右先鋒)으로 임명되어 동학 농민군과 교전하였다. 1894년 중반 동학의 북접(北接)들이 제3차 봉기에 참가하여 보은군 보은장내에 모였을 때 사전에 이들의 집회를 알아내 기습하여 크게 이겼다.
또, 충청남도로 올라오는 동학군 남접 김개남(金開南)의 동학군을 목천 세성산에서 격퇴하여, 역시 공주로 북상하던 전봉준의 동학군과 이들의 협공 계획을 무산시켰다. 다시 패퇴하는 김개남 동학군과 서인주 동학군을 추격하여 서산, 해미현, 유구(維鳩), 공주, 논산군 노성(魯城), 논산읍 등지에서 많은 동학군과 교전하여 섬멸하고, 전라북도 전주로 내려가 전주 관군을 도와 전주성에 재집결한 동학 농민군과 교전, 대패시키고 전주성을 관군이 다시 탈환하도록 도왔다.
1894년 9월 경기도 죽산부사(竹山府使)로 부임했으며, 죽산부사 부임 직후에도 한동안 장위영부령관을 겸직했다. 10월 5일 겸임 양호도순무영 우선봉장(兼任兩湖都巡撫營右先鋒將)에 임명되어 동학 농민군 토벌에 다시 참전하였다.
1894년 11월 8일부터 11월 14일에는 공주 우금치에서 동학 농민군과 교전하여 6일만에 전멸시켰다. 11월 26일 다시 우선봉장(右先鋒將)에 임명되었다.

#### 청일전쟁 참여
그는 청일 전쟁에도 참여하여 장위영참령관으로서 평양에 있던 청군을 공격하려는 일본군에 파견되어 정찰수행과 정보제공을 하였고, 일본군 육군 제5보병사단장인 일본군 육군 중장 노즈 미치쓰라(野津道貫)를 수행하는 한국인병대 제2대대장으로 출전했다. 이때 그는 일본군 육군 5사단의 병참 물자를 지원하는 업무도 같이 맡았다. 그는 또 평양부 백성을 동원, 부역시켜 청나라군의 시체를 처리하기도 하였다.
청일 전쟁 때 일본군과 함께 평양에 진군한 것을 계기로 친일파 무관으로 활동하기 시작했다. 김홍집의 친일 내각이 성립하면서 양주목사로 승진했고, 일본의 입김으로 창설된 훈련대의 제1대대장을 맡았다. 이 무렵 명성황후가 일본과 대립하면서 갑오개혁을 무력화시킨 뒤 친러파를 등용하면서 훈련대마저 해산하려 하자, 일본은 이를 계기로 명성황후를 살해했다. 이두황은 경복궁에서 벌어진 명성황후 살해에 동조하여 가담했으며, 우범선 등과 함께 직접 군사를 이끌고 활동했다.

### 을미사변과 망명 생활

#### 을미사변 전후
1895년(고종 32년) 4월 2일 죽산부사와 양호도순무영 우선봉장직을 모두 사퇴했다.
1895년 4월 10일 양주목사에 임명되었고, 그해 6월 육군 참령, 7월 5일 제1훈련대의 대대장이 되었다.
당시 명성황후 암살을 기도한 세력은 박영효가 이끌던 일파와, 흥선대원군, 이준용 및 유길준 등이 가담한 파벌이 있었는데, 이두황이 어느 시점에 명성황후 제거 계획에 가담했는지는 다소 정확하지 않다.
1895년 을미 사변 직전인 9월 25일 휴직(休職)을 신청했다가 취소, 10월 제2대대 대대장으로 임명되었다. 을미사변 당시 경복궁 경호관직에 임명되었다. 그러나 10월 7일 친일성향의 훈련대 해산을 통고받았다.
1895년(고종 32년) 10월 8일 당시 그는 훈련대 제2대대의 대대장 겸 경복궁 경호관으로 유길준, 우범선, 이주회 등과 함께 일본 낭인들을 지원, 명성황후 제거에 가담하였으며 을미사변 전후로 그는 광화문 경비를 담당하였다.

#### 일본 망명생활
을미사변 후 왕비가 폐서인되었다가 다시 복권되면서 을미사변 가담자들에 대한 체포령이 내려지자, 그는 아들 이진백(李鎭白) 등과 함께 일본 공사관의 도움을 받아 부산으로 도주, 부산에서 한국 관리의 눈을 피해 맨몸으로 일본인의 집에 숨었고, 그의 도움을 받아 머리를 자르고 옷을 바꿔 입은 뒤, 부산항에 있던 일본인들의 도움을 받아 아들 이진백(李鎭白)과 함께배편으로 일본으로 망명하였다.
일본에 도착해서는 일행과 떨어져 히로시마(廣島)로 건너갔다가 교토로 이동하였다가 다시 도쿄로 은신, 신변보호를 요청하였다. 그는 일본인 경호원 등을 대동하고 일본 각처를 여행다녔다. 일본 망명생활 당시 그는 유길준과 특히 가깝게 지내면서 친밀한 관계를 형성했고, 일본 불교로 개종하여 독실하게 믿었다.
1895년 11월 법부에서 을미사변 관련자들을 모두 모반자로 지목하여 재판할 때, 궐석으로 재판받았다. 한편 현장에 있던 박선, 이주회 등은 11월 14일 법부의 최종 재판에서 사형을 선고받았다.
1896년 2월 11일 고종이 왕명으로 유길준, 조희연(趙羲淵), 장박(張博), 권영진(權濚鎭), 이두황, 우범선, 이범래(李範來), 이진호(李軫鎬) 등에 대한 체포령을 내렸다. 2월 15일 고종은 이들에 대한 참수명령을 내렸다.

#### 2차 망명 생활
1896년(건양 원년) 다시 일시 귀국했지만 그해 6월부터 진사(進士) 정성우(鄭惺愚) 등이 갑신정변 관련자와 을미사변 관련자들을 역적으로 규정하고 처형할 것을 계속 상소하였다. 고종은 이미 그에게 체포와 참수하라는 명령을 내렸었다가 거두었다.
그는 이미 을미사변 관련 국사범으로 지목되었으므로, 1897년(건양 2년) 1월 체포를 피하여 동대문을 빠져나가 금강산으로 피신, 동해안을 따라 산중에 은신하면서 도보로 부산 도착, 다시 일본으로 재망명하였다. 이후 8년간 일본 도쿄에서 생활하였다. 도쿄에서 전자판(團子坂)에 임시 거처를 마련하고 은신하면서 일본어를 습득했고, 일본의 개화 지식인들의 도움을 받아 군대 및 식산흥업을 연구하였다. 그는 틈나는 대로 일본 각지를 유랑, 여행하였고, 붙임성 있고 사람을 잘 사귀던 그는 각 지방의 지식인, 유지들과 두루 교류하였다.
그가 일본 체류중이던 1897년에도 김운락(金雲洛), 채광묵, 김석구 등이 계속해서 이두황, 유길준, 박영효 등을 사형에 처하라는 상소를 계속 올렸다. 그는 변장한 후, 일본 도쿄 내에서도 조선인들의 눈에 띄지 않는 곳에 은신해 생활하였다.
1904년(광무 7년) 3월 고종은 일본의 특사 이토 히로부미가 내한하자 망명자 중 요인을 해외로 추방하거나 변방에 유치시킬 것을 제의하여 동의를 얻어냈다. 고종이 지명한 요인은 이준용, 박영효, 이규완, 유길준, 조희연, 장박, 이범래, 이진호, 조희문, 구연수, 이두황, 신응희, 권동진, 정난교 등 14명이었다. 그러나 일본은 고종에게 약속한 망명자 처분을 이행하지 않았다.
1904년(광무 7년) 4월 중순 고종은 주한일본국공사관에 조선인 출신 정치적 난민 신청자 중 이두황, 박영효, 유길준, 장박, 조희연, 이진호, 권동진, 구연수, 정란교, 이규완, 이범래, 신응희 등 14명을 일본에서 추방하고, 나머지 다른 망명객은 송환할 것을 요청하였다. 주한일본공사는 4월 14일 일본 외무대신에게 보고했는데 일본 정부에서는 이들의 송환을 거절하였다.
일본 망명 생활 도중 일본에서 활개치고 다녔는데, 후쿠자와 유키치가 자기 국모를 시해하고도 은인자중하지 않는다고 질책할 정도였다.

### 귀국 이후

#### 귀국 직후
을미사변 관련자 가운데 이주회와 박선 등은 사형당했고, 이두황, 우범선, 구연수는 일본으로 망명했다. 이 가운데 우범선은 자객에게 암살당했으며, 이두황과 구연수는 12년 동안의 망명 생활 동안 살아남아 1907년 대한제국 순종 즉위 후 귀국했다. 이토 히로부미의 비호 아래 대한제국 중추원 부찬의와 전라북도 관찰사에 임명되었으며, 1910년부터 1915년경까지 전라북도 장관 직에 있었다.
1907년(광무 10년) 귀국했으며, 순종 즉위 후 1907년(융희 1년) 9월 6일 사면령이 내려져 사면복권되었다. 9월 6일의 대한제국 관보에는 특방령 제3666호로 이두황의 죄목을 사면한다는 사면령이 게재되었다.
1907년(융희 1년) 10월 8일 중추원 부찬의 주임관5등이 되었지만 11월 7일 사퇴했다. 1908년 1월 21일 전라북도관찰사로 발령되고 칙임관3등에 겸임되었다. 1908년 2월 26일 겸임 전라북도재판소판사(全羅北道裁判所判事)직을 겸직하였다. 1908년 당시에는 의병전쟁이 치열했는데 그는 전라북도관찰사 겸 전라북도재판소 판사로 근무하며 의병 진압에 앞장섰다. 그밖에 전북 관찰사 겸 전라북도재판소 판사로 중추원 찬의직도 겸직하였다.
관찰사로 재직할 때 그는 이토 히로부미의 정치 이론을 관내에 적용하려 했는데, 조선총독부의 관원 인사자료에 의하면 나이가 들어서도 이를 실행, 활용해 인심을 거두는 방책으로 널리 이용하여 관내의 일본인들로부터도 좋은 평판을 들었다고 기록하였다.

#### 생애 후반
1910년(융희 4년) 10월 2일 한일 병합 조약 체결과 동시에 전라북도도장관에 유임되었다. 전라북도 도장관으로 재직 중 그는 각종 산업 개발과 제조업, 양잠업 공장 설립, 축산 농장 설립, 각종 기계설비, 위생 설비를 도입하는 등 산업 진흥 정책을 적극 추진했고, 일본에서 연구한 식산, 산업 진흥 관련 정책을 현실에 적용하려 하였다. 1914년부터 1916년 3월까지 전라북도 지방토지조사위원회 위원장을 겸임하여 조선총독부의 토지 조사 사업에 협력하였다.
그밖에 각종 사회단체에도 참여하여 제국재향후원회 조선지회 전라북도부회장(帝國在鄕後援會朝鮮支會全羅北道部會長) 등을 맡아보기도 했다. 1916년 일본 정부로부터 훈3등 서보장도 서훈 받았다. 일본 체류 때부터 일본 불교를 믿게 되어 자기의 장례도 화장장(火葬葬)으로 치르게 하였으며, 장례식은 간소하게 하도록 유언을 남겼다.
화장된 그의 유골함은 전라북도 전주부(현 전주시) 풍남동과 노송동 근처 기린봉 아래 묘좌(卯坐)에 매장되고 비석이 세워졌다. 비석의 비문은 김윤식이 지었고, 중추원 찬의였던 정병조가 글을 썼으며, 조선총독부 총독 데라우치 마사타케의 글씨체로 썼다.

### 사후
그는 난초와 수묵화를 잘 그려서 몇 점의 작품을 남겼지만 대부분 인멸, 유실되었다.
그의 묘소는 오랫동안 잊혀졌지만 후에 그의 묘소가 기린봉 근처인 것이 알려졌다. 대한민국 건국 후인 1951년 독립운동가 출신 경찰 차일혁이 그를 부관참시하려고 무덤을 팠다가 유골이 담긴 유골함을 발견하여 부관참시는 실패하였다.
2002년 발표된 친일파 708인 명단과 2008년 민족문제연구소에서 친일인명사전에 수록하기 위해 정리한 친일인명사전 수록예정자 명단에 모두 선정되었다. 2007년 대한민국 친일반민족행위진상규명위원회가 발표한 친일반민족행위 195인 명단에도 들어 있다.
동학 농민 운동 진압 중인 1894년부터 1895년까지 작성한 진중일기 〈양호우선봉일기(兩湖右先鋒日記)〉가 발굴된 바 있다.

## 저서
- 〈양호우선봉일기(兩湖右先鋒日記)〉
- 설악유고(雪岳遺稿)
- 고설악이두황옹추회록(故雪岳李斗璜翁追懷錄)

## 가족 관계
그에게는 기생 출신 첩이 여러 명 있었다 한다.
- 할아버지 : 이익우(李益祐)
- 아버지 : 이명흡(李命洽)
- 어머니 : 조씨(趙氏)
- 부인 : 춘천박씨(春川朴氏), 박승조(朴承祚)의 딸
  - 아들 : 이진백(李鎭白), 본처 춘천박씨 소생 아들이다.
    - 손자 : 이양호(李養浩)

## 성격 및 기타
조선총독부의 관원 인사자료에 의하면 그의 인품에 대해 어렵고 빈곤한 속에서 인품이 이루어졌고, 일찍부터 온갖 고초를 겪었으며, 그러는 사이에 스스로 심신을 연마하였다. 빼어난 총명함과 슬기로운 자질을 가졌다. 원래 한학에 조예가 깊고 詩書에 매우 능하다 등의 평을 내렸다.
일부 조선인 고관들 중에는 조선인을 싫어하거나 차별하는 이들도 있었다. 그러나 그는 조선인 고관들 중 공통적인 점인 부하에 대한 교만과 불손한 태도가 그에게는 없으며, 조선인과 일본인을 구별하고 함부로 좋아하고 싫어하고 차별하는 폐성(弊性)이 없다 하였다. 목민관으로서 관내의 백성들로부터 비난 공격의 소리를 듣지 않는다. 나이가 들어 상사를 대하고 부하를 바라보는 일에 극히 원만 탈골하며, 모나거나 뾰족함이 조금도 없고 여전히 패기가 있다는 평도 있다.
조선총독부의 관원 인사자료에 의하면 그는 색과 도박을 즐겼다고도 한다. 여색을 좋아하고 기생과의 관계도 많았다. 그는 도박을 좋아했는데, 여러 번 도박으로 승패를 다투었다 한다. 이를 두고 총독부 측은 그에 대해 예의나 습관이 다소 망령되게 행동한다는 뜻의 이의망행(肄儀妄行)이라는 평을 내렸다. 동시에 여복(女福)이 여전하여 동료들에게 시샘을 사고 있다 하였다.
한편으로 근검 절약이 몸에 배었다는 상반된 평도 남겼다. 최근에 점점 더 인색해져서 자기가 먹고 입는 것도 극도로 절약한다. 흰 수염에 점점 더 살이 빠지고 뼈만 앙상한 것은 바로 이 같은 인색함 때문이라고 사람들은 수군거린다는 평도 남겼다. 몸이 수척해서 뼈만 남은 것이 마치 학과 같다 한다.

## 같이 보기
| - 동학 농민 운동 - 정한론 - 을미사변 - 임오군란 - 명성황후 - 미우라 고로 - 이노우에 가오루 - 오카모토 류노스케 - 흥선대원군 - 유길준 - 우범선 - 김개남 - 전봉준 - 윤치소 - 윤영렬 | - 청일전쟁 - 박영효 - 고영근 - 구연수 - 송병준 - 박중양 - 이규완 - 이주회 - 이진호 - 윤치호 - 이준용 - 홍계훈 |

## 참고 자료
- 친일반민족행위진상규명위원회 (2007년 12월). 〈이두황〉 (PDF). 《2007년도 조사보고서 II - 친일반민족행위결정이유서》. 서울. 1048~1057쪽쪽. 발간등록번호 11-1560010-0000002-10. [깨진 링크(과거 내용 찾기)]
- 반민족문제연구소 (1993년 2월 1일). 〈이두황 : 이토 히로부미의 총애 받은 친일 무관 (강창일)〉. 《친일파 99인 1》. 서울: 돌베개. ISBN 9788971990117.